# Nederlandse geïntegreerde politietrainingsmissie in Kunduz

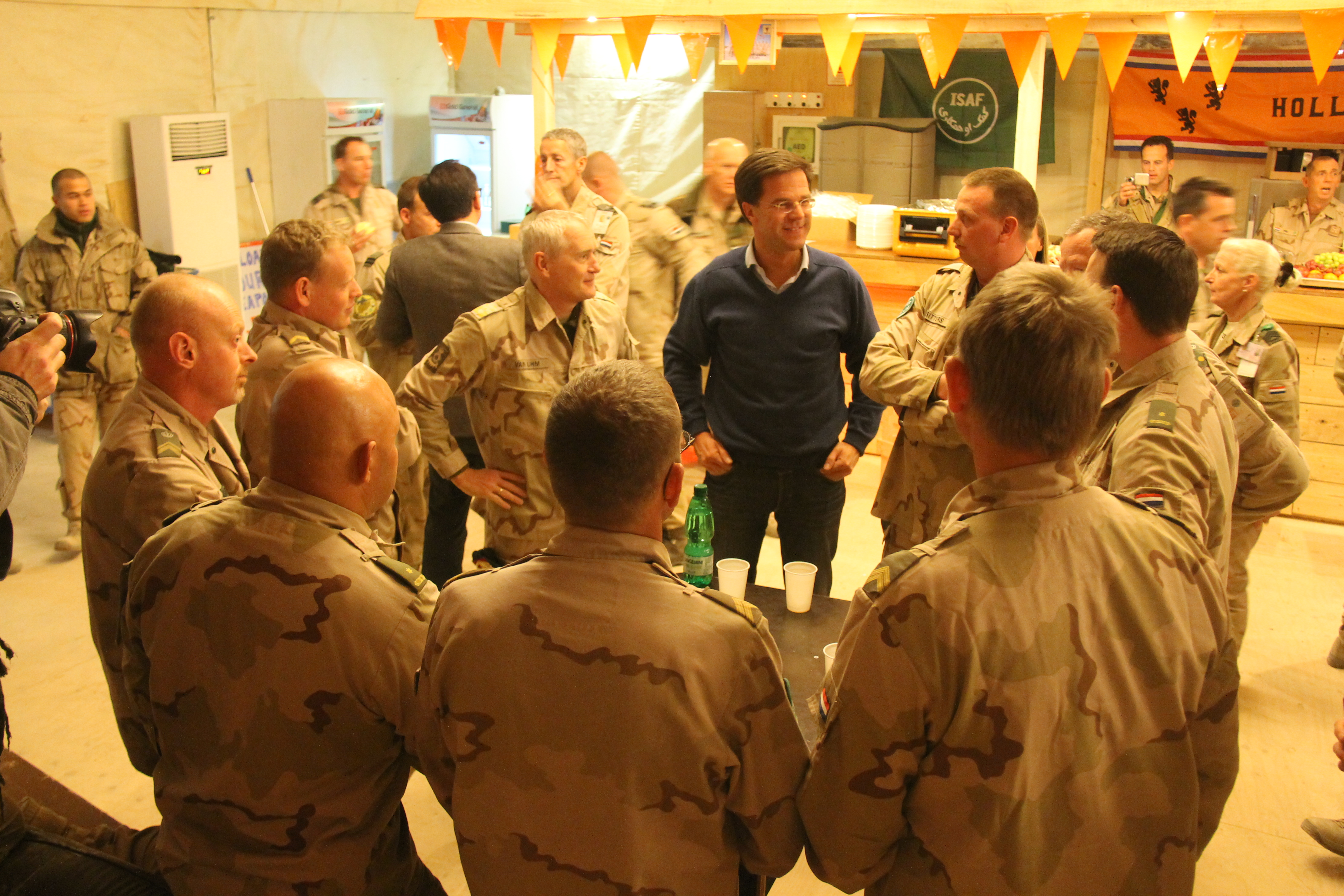
Minister-president Rutte op bezoek in Kunduz in december 2011, in gesprek met de trainers.

De Nederlandse geïntegreerde politietrainingsmissie in Kunduz was een operatie van de regering van Nederland om in de Afghaanse provincie Kunduz personeel van de Afghaanse civiele politie te ondersteunen in zijn opleiding. Daarnaast werd voorzien in justitiële en vredestaken op verschillende plaatsen in het land.

## Achtergrond
Nederland is vier jaar lang, van augustus 2006 tot augustus 2010, militair aanwezig geweest in Afghanistan met de Task Force Uruzgan. Nadat begin 2010 gebleken was dat er geen unanimiteit binnen het kabinet-Balkenende IV kon worden gevonden over een verlenging van die missie (een kwestie die leidde tot een kabinetscrisis en het vertrek van de PvdA-bewindslieden), werd er gekeken naar andere mogelijkheden om een Nederlandse aanwezigheid in Afghanistan te realiseren. Nederland werd door de NAVO en bevriende landen zoals de Verenigde Staten veelvuldig geprezen om zijn inzet in Afghanistan en daarbij ook verzocht in dat land te blijven opereren.

## Verkenningsfase
Op 21 april 2010 dienden Tweede Kamerleden van GroenLinks, D66, CDA, VVD, ChristenUnie en SGP een motie in, waarin de regering werd verzocht de behoefte op het gebied van civiele politietraining en -opleiding in Afghanistan in kaart te brengen en de Kamer te informeren hoe Nederland daarin zou kunnen voorzien. Op 25 juni van dat jaar stuurden de ministers Verhagen en Van Middelkoop een brief aan de Tweede Kamer waarin werd geschetst bij welke al bestaande internationale politionele initiatieven (NTM-A, EGF, EUPOL) aansluiting zou kunnen worden gezocht door Nederland. Een eventueel besluit werd evenwel overgelaten aan het volgende kabinet.
Dat werd het kabinet-Rutte I. Na overleg met de Tweede Kamer meldden de ministers Rosenthal en Hillen op 12 november 2010 dat de regering inderdaad een onderzoek zou doen naar ‘een Nederlandse bijdrage aan de internationale inspanningen in Afghanistan’, op basis van het Toetsingskader 2009 (een raamwerk waaraan moet worden getoetst in hoeverre Nederland deel kan nemen aan militaire en aanverwante operaties in het buitenland) en artikel 100 van de Grondwet, dat de regering verplicht de Staten-Generaal vooraf in te lichten “over de inzet of het ter beschikking stellen van de krijgsmacht ter handhaving of bevordering van de internationale rechtsorde”. Daarbij hoort ook “het vooraf verstrekken van inlichtingen over de inzet of het ter beschikking stellen van de krijgsmacht voor humanitaire hulpverlening in geval van gewapend conflict”.
Op 7 januari 2011 meldden voornoemde ministers samen met minister Opstelten en staatssecretaris Knapen, middels een artikel 100-brief, dat de regering had besloten een geïntegreerde politietrainingsmissie in Afghanistan uit te voeren, om bij te dragen aan “de opleiding en training van de civiele politie en de versterking van de justitiële keten inclusief de justitiële instellingen in Afghanistan”. Met “geïntegreerd” wordt verwezen naar het ook al voor Uruzgan gebruikte 3D-concept dat staat voor Development, Diplomacy en Defence (ontwikkeling, diplomatie en defensie). De missie omvat onder meer een bijdrage aan EUPOL en aan de door de VN gemandateerde NAVO-missie NTM-A. Aangesloten wordt bij een Duitse PRT (Provinciaal Reconstructie Team) op een basis in de provincie; Duitsland is binnen het verband van EUPOL de “lead nation” in Kunduz.
Nederland zal zowel in Kunduz als in de Afghaanse hoofdstad Kabul en bij Mazar-e Sjarif personeel inzetten. Uitgegaan werd van ruim 500 personen. Als speerpunt van de trainingspoot van de missie werd het ondersteunen van de opleiding van de Afghan Uniformed Police (AUP) genoemd. Ook in allerhande ondersteunende diensten voor het trainend personeel, inclusief gevechtsmaterieel zoals F-16’s wordt voorzien. De brief meldde verder: “Het strikte opleidings- en trainingskarakter van de missie is verzekerd: geen van de onderdelen van de missie zullen worden ingezet voor offensieve militaire activiteiten van ISAF.”

## Opinie en politieke beraadslaging
De politietrainingsmissie is al vanaf de eerste plannen omstreden in het Nederlandse parlement en de publieke opinie. Aan nut en noodzaak wordt door uiteenlopende partijen, politieke en defensieanalisten en geraadpleegde burgers sterk getwijfeld. Onder meer zou Kunduz niet (meer) de relatief veilige provincie zijn die de regering het had genoemd. Veelvuldig is de vrees geuit dat Nederlanders of door Nederland getrainde politiemensen in gevechten met Talibanstrijders betrokken zullen worden of hun opgedane vaardigheden buiten de civiele politiemacht gaan aanwenden, mogelijk zelfs door over te lopen naar de Taliban. In maart 2011 kwam de Afghaanse minister van Binnenlandse Zaken met schriftelijke garanties dat door Nederland opgeleid politiepersoneel alleen voor civiele politietaken wordt ingezet en geen militair mandaat krijgt. In juni 2011 deden de gouverneur en de politiechef van Kunduz datzelfde.
Ook werden aanvankelijk logistieke problemen voorzien omdat het Duitse kamp te klein zou zijn voor de huisvesting van de Nederlanders.
De PvdA heeft zich steeds principieel tegen een vervolg op de Task Force Uruzgan opgesteld en ook de PVV (die gedoogsteun leverde aan het kabinet-Rutte), de SP en de Partij voor de Dieren hebben zich tegen de operatie gekeerd. Zodoende moesten de bewindslieden van CDA en VVD op zoek naar steun bij de overige partijen. Met name GroenLinks, ChristenUnie en D66 kwamen daardoor in de aandacht te staan. Elk van deze partijen kwam met eigen voorwaarden waaraan de missie zou moeten voldoen. Een veelgehoorde voorwaarde was dat Nederlands personeel noch het door hen opgeleide Afghaanse personeel in gevechtshandelingen, vooral geen offensieve, betrokken zou mogen worden. Veelvuldig vielen woorden als ‘keiharde garanties’. Op 24 januari vond in de Tweede Kamer een hoorzitting over Kunduz plaats met zo'n 30 specialisten uit binnen- en buitenland. Ook hier was veel twijfel te horen. Afghaanse functionarissen en NAVO-lieden spraken zich op de zitting positief uit over de missie.
Binnen GroenLinks leefde er veel verdeeldheid over steun aan de missie. De Tweede Kamerfractie onder leiding van Jolande Sap had weliswaar besloten parlementaire steun te geven – Sap meende voldoende garanties van het kabinet te hebben gekregen dat de missie géén militaire risico’s met zich mee zal brengen –, Kamerlid Ineke van Gent maakte haar eigen afweging en stemde op 28 januari tégen de missie. Ook werd op een partijcongres op 5 februari flink over de kwestie gedebatteerd en een motie van afkeuring tegen Jolande Sap ingediend, die het echter niet haalde. De discussie werd wel beschouwd als een ‘vuurdoop’ voor Sap, die nog maar kort tevoren (17 december 2010) fractievoorzitter was geworden. Het betreffende Kamerdebat, waarin een motie van PvdA-fractievoorzitter Job Cohen en zijn SP-collega Roemer om af te zien van de Kunduzmissie centraal stond, resulteerde in de nacht van 27 op 28 januari in 100 stemmen tegen de motie ofwel voor de missie. Het betrof een hoofdelijke stemming.
Ook na dit groene licht werd er nog veel doorgedebatteerd; steeds kwamen politici, met name van GroenLinks en ChristenUnie, met aanvullende eisen met betrekking tot zaken als de duur van de basisopleiding, veiligheid, mensenrechten en alfabetisering.

## Uitvoering van de missie
Doordat het Duitse trainingscentrum uitgebreid moest worden om geschikt te worden voor de huisvesting van Nederlands personeel was de verwachting dat de basisopleiding pas in januari 2012 echt kon beginnen. Naar verwachting in augustus 2011 zouden militairen en leden van de Koninklijke Marechaussee in Kunduz beginnen met het begeleiden van Afghaanse agenten in praktijksituaties. In mei en juni werden de Nederlandse trainers voor hun taken opgeleid door Amerikanen op een NAVO-basis in Hohenfels (Zuid-Duitsland), met nagebootste praktijksituaties. Ook werd geoefend in het militair oefendorp Marnehuizen in de provincie Groningen.
Op 6 april 2011 vertrok een groep van 70 kwartiermakers voor de trainingsmissie onder leiding van luitenant-kolonel Tjeerd Blankestijn vanaf vliegbasis Eindhoven. Dezen keerden op 24 juni terug in Nederland; een week eerder waren de eerste landmachtmilitairen en marechaussees die meedoen aan de missie, in Kunduz aangekomen. Op 6 en 7 juli vertrokken respectievelijk een groep van 9 politiemensen en een groep van ruim 160 landmachtsoldaten en marechaussees naar Kunduz.

## Beëindiging
Aanvankelijk was het de bedoeling dat de missie tot in 2014 zou voortduren. De Duitse militairen die de Nederlanders beschermen beginnen met hun vertrek echter reeds in de zomer van 2013, wat de Nederlandse regering ertoe heeft bewogen het grootste deel van de circa 500 Nederlandse militairen en politiemensen in juli dat jaar terug te trekken. Een andere reden die werd genoemd was dat de training van de Afghaanse politiefunctionarissen zo goed als afgerond werd genoemd. Vier in Mazar-e Sjarif gestationeerde Nederlandse F-16's bleven om de resterende NAVO-troepen nog enige tijd bij te staan. Ook de Nederlanders die in Afghanistan zijn voor hulp bij de opbouw van de rechtsstaat bleven achter.
Op 24 april 2021 besloten de NAVO-partners hun troepen terug te trekken uit Afghanistan en daar alle projecten met een militair element af te breken. 
Op 24 juni 2021 werd bij een ceremonie te Soesterberg bij gelegenheid van het einde van 20 jaar Nederlandse militaire inzet in Afghanistan stilgestaan bij onder meer het werk van de politietrainingsmissie in Kunduz. Daarbij werden twee vlaggen aan het Nationaal Militair Museum overhandigd, van Kamp Holland en van het Nederlandse detachement in Mazar-e Sjarif. Daarmee werd officieel de periode van bijna twintig jaar Nederlandse militaire inzet in Afghanistan afgesloten, waarin ongeveer 30.000 Nederlandse militairen in Afghanistan hebben gediend.  Op 29 juni 2021 had de Duitse Bundeswehr, waarmee de missie in Kunduz op Camp Marmal samenwerkte, zich eveneens geheel teruggetrokken uit Afghanistan.

## Bijzonderheden
Op 28 juli 2011 raakte een Nederlandse politiefunctionaris, werkzaam voor EUPOL, op het ambassadeterrein in de Afghaanse hoofdstad Kabul door een ongeval met zijn persoonlijke wapen gewond aan zijn schouder. Het wapen ging door nog onbekende oorzaak af.
Op 14 augustus 2011 meldde de NOS e-mails te hebben ontvangen van deelnemende militairen waarin deze verklaren dat de missie een logistieke 'puinhoop' is en dat ze lijdzaam moeten toezien hoe de komst van benodigd materieel (waaronder scherfvesten en bescherming tegen bermbommen) en tolken uitblijft, waardoor ze hun werk niet zouden kunnen doen. Op diezelfde dag meldde het ministerie van Defensie dat de trainers voor het eerst zelfstandig hadden gepatrouilleerd in de provincie.

## Terugblik en evaluatie
Na de terugtrekking van de buitenlandse militairen uit Afghanistan na mei 2021 slaagden de Taliban er in korte tijd in grote delen van het land te heroveren, waardoor er twijfels rezen over de juistheid van die kennelijk premature aftocht. In 2021 verwoordde Jorrit Kamminga, Afghanistan-deskundige van het Instituut Clingendael, die twijfels in de terugblik 'Je wordt bedankt Bin Laden - 20 jaar Nederland in Afghanistan (2001-2021)'. IOB, de onafhankelijke evaluatiedienst van het Ministerie van Buitenlandse Zaken, heeft de Kunduz missie in 2019 geevalueerd.